# William Ferguson
 William Ferguson  va ser un pilot de curses automobilístiques i periodista sud-africà que va arribar a disputar curses de Fórmula 1. Va néixer el 6 de març del 1940 a Johannesburg, Sud-àfrica i va morir el 19 de maig del 2007 a Durban.

## A la F1
William Ferguson va debutar a la segona cursa de la temporada 1972 del campionat del món de la Fórmula 1, disputant el 4 de març de l'any 1972 el GP de Sud-àfrica'72 al circuit de Kyalami.
Va participar en una única prova puntuable pel campionat de la F1, no aconseguint classificar-se per disputar la cursa i no assolint cap punt pel campionat del món de pilots.

## Resultats a la Fórmula 1
| Any  | Equip        | Xassís       | Motor       | 1   | 2       | 3   | 4   | 5   | 6   | 7   | 8   | 9   | 10  | 11  | 12  | Posició | Punts |
| ---- | ------------ | ------------ | ----------- | --- | ------- | --- | --- | --- | --- | --- | --- | --- | --- | --- | --- | ------- | ----- |
| 1972 | Team Gunston | Brabham BT33 | Cosworth V8 | ARG | SUD NVS | ESP | MON | BEL | FRA | GBR | ALE | AUT | ITA | CAN | USA | -       | 0     |

### Resum
| Curses: | Victòries: | Pòdiums: | Poles: | Voltes ràpides: | Punts: |
| ------- | ---------- | -------- | ------ | --------------- | ------ |
| 1       | 0          | 0        | 0      | 0               | 0      |